# Mainxe
Mainxe era una comuna francesa situada en el departamento de Charente, de la región de Nueva Aquitania. Desde el 1 de enero de 2019 es una comuna delegada de la comuna nueva de Mainxe-Gondeville.
Los habitantes se llaman Mainxois y Mainxoises.

## Geografía
Está ubicada entre Jarnac al norte y Segonzac al sur. Su término es situado en Grande Champagne, área de cultivo o cru de coñac.

## Historia
El 1 de enero de 2019 pasó a ser una comuna delegada de la comuna nueva de Mainxe-Gondeville al fusionarse con la comuna vecina de Gondeville.

## Demografía
| 618 | 627 | 569 | 543 | 558 | 519 | 564 | 694 | 655 |
| Para los censos de 1962 a 1999 la población legal corresponde a la población sin duplicidades (Fuente: INSEE [Consultar]) |     |     |     |     |     |     |     |     |